# 六维(2,0)超共形场论
在理论物理学中，六维(2,0)超共形场论（six-dimensional (2,0)-superconformal field theory）是一个由弦论所预言的量子场论。该理论仍未得到很好的理解，因为该理论没有已知的作用量泛函的描述。尽管研究该理论有着本质上的困难，但出于物理和数学上的许多原因，它仍被认为是有趣的对象。

## 应用
(2,0)理论对于研究量子场论的一般性质非常重要。事实上，该理论包含了许多数学上有趣的有效量子场论，并指出了联系这些理论的新的对偶关系。例如，Luis Alday、Davide Gaiotto与Yuji Tachikawa证明了通过把该理论在一个曲面上紧致化，可以得到一个四维的量子场论，存在一个称为AGT对偶的关系把该理论的物理与这个曲面本身的某个物理概念联系起来。最近，理论物理学家推广了这些观点以研究那些通过紧致化到三维所得到的理论。
除了在量子场论中的应用，(2,0)理论在纯数学中也产生了许多重要的结果。例如，威腾用(2,0)理论给出了数学猜想几何朗兰兹纲领的“物理”解释。在随后的工作中，威腾证明了(2,0)理论能用来理解数学中一个称为Khovanov同调的概念。Khovanov同调由Mikhail Khovanov于2000年左右建立，为纽结理论提供了工具。(2,0)理论在数学中的另一个应用见于Davide Gaiotto、Greg Moore与Andrew Neitzke的工作，用物理观点得出超凯勒几何的新结果。